# Urovene, Vrața
Urovene (în bulgară Уровене) este un sat în comuna Krivodol, regiunea Vrața,  Bulgaria. 

## Demografie
Componența etnică a satului Urovene
     Bulgari (95,93%)
     Nicio identificare (4,06%)
     Altele (0%)
La recensământul din 2011, populația satului Urovene era de 123 locuitori. Din punct de vedere etnic, majoritatea locuitorilor (95,93%) erau bulgari. Pentru 4,06% din locuitori nu este cunoscută apartenența etnică.